# Paraegle
Paraegle is een geslacht van vlinders van de familie uilen (Noctuidae), uit de onderfamilie Hadeninae.

## Soorten
- P. digramma Boursin, 1961
- P. ochracea Erschoff, 1874
- P. tessellata Gerasimov, 1931